# The Boyz (Zuid-Koreaanse band)

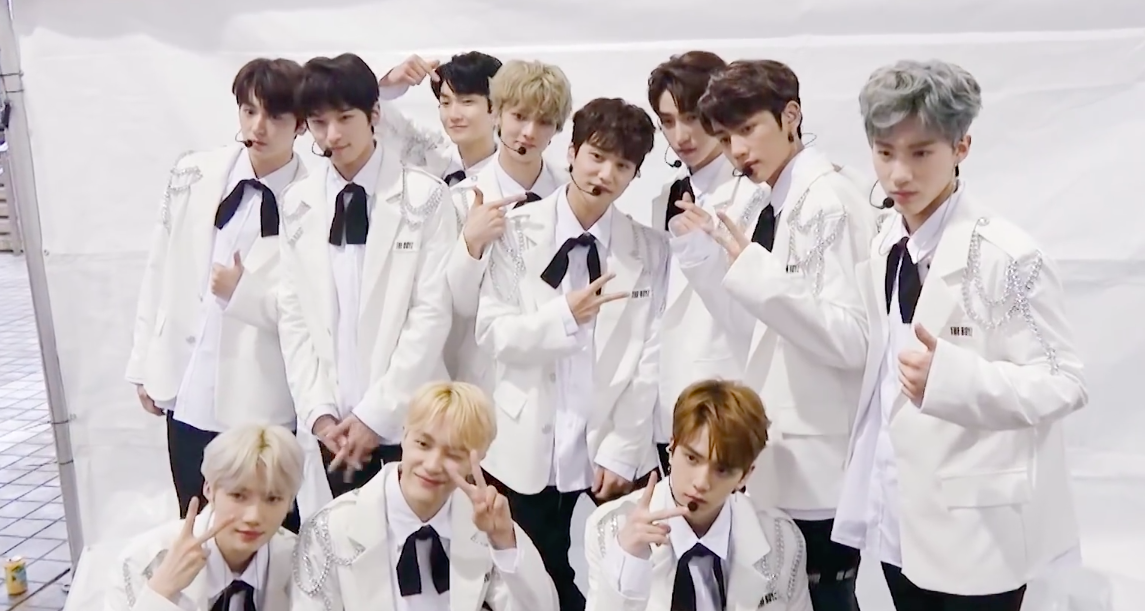
The Boys in 2018

The Boyz (Koreaans: 더보이즈); ook geschreven als THE BOYZ; voorheen bekend als Cre.kerz) is een Zuid-Koreaanse boyband gevormd door Cre.ker Entertainment.
The Boyz debuteerde op 6 december 2017. Oorspronkelijk hadden ze 12 leden, maar Hwall verliet de groep in oktober 2019 vanwege gezondheidsproblemen.

## Leden
- Sangyeon (Sang-yeon Lee)
- Jacob (Joon-young Bae)
- Younghoon (Young-hoon Kim)
- Hyunjae (Jae-hyun Lee)
- Juyeon (Ju-yeon Lee)
- Kevin (Hyung-seo Moon)
- New (Chan-hee Choi)
- Q (Chang-min Ji)
- Ju Haknyeon (Haknyeon Ju)
- Sunwoo (Sun-woo Kim)
- Eric (Youngjae Son)

### Oud leden
- Hwall (Hyun-joon Heo)

## Discografie

### Studioalbums
- Reveal (2020)
- Breaking Dawn (2021)
- Phantasy (2023)

### Ep's
- The First (2017)
- The Start (2018)
- The Only (2018)
- Dreamlike (2019)
- Tattoo (2019)
- Chase (2020)

### Singles
- "Boy" (2017)
- "Giddy Up" (2018)
- "Keeper" (2018)
- "Right Here" (2018)
- "No Air" (2018)
- "Bloom Bloom" (2019)
- "D.D.D" (2019)
- "White" (2019)
- "Reveal" (2020)
- "Checkmate" (2020)
- "The Stealer" (2020)
- "Christmassy!" (2020)
- "Kingdom Come" (2021)